# Secondant
Un secondant est une personne chargée d'aider un joueur d'échecs (ou, plus rarement, de dames[réf. nécessaire]) de haut niveau (le plus souvent un grand maître international professionnel), dans sa préparation contre ses adversaires avant et pendant des tournois ou des matchs importants.
Le secondant (ou les secondants, pour le cas d'une préparation pour un championnat du monde par exemple) est notamment chargé par le joueur, en plus des tâches d'encadrement et administratives, d'analyser les parties jouées dans les tournois importants, de disséquer le jeu de ses principaux rivaux et d’étudier le répertoire d'ouverture de l'adversaire pour y trouver les failles à exploiter pendant les parties à venir, notamment en préparant des nouveautés théoriques.

## Fonction
Un secondant aux échecs ou aux dames est quelqu'un qui aide un joueur pendant un match ou un tournoi. Initialement, cela signifiait superviser les conditions de jeu (la salle de jeu, l'équipement), le soin de l'hébergement et des repas et d'autres questions générales. Plus tard, la gestion des tâches administratives a été ajoutée. Se sont également greffées aux équipes chargés de s’occuper des champions des médecins, préparateurs physiques et cuisiniers.
Dans les dernières années du vingtième siècle, l'accent a été mis sur l'analyse des parties et des ouvertures à jouer. Le ou les secondants « techniques » (ceux consacré exclusivement à l'étude du jeu) ont souvent accès à un ordinateur avec des bases de données de toutes les parties des maîtres, grands maîtres et champions concernés, pour disséquer leur jeu et mettre en place des stratégies. Pendant les périodes de compétitions ou de tournois, ces secondants travaillent souvent jusqu'à très tard dans la nuit, analysant les parties de la journée,. Cette pratique était courante lorsque les parties étaient ajournées (non terminée le jour-même), les secondants étant chargés durant la nuit de trouver la suite à donner à la partie, alors que leur champion se reposait.
Le match du championnat du monde 1935 entre Alexandre Alekhine et Max Euwe fut le premier où les joueurs utilisèrent des secondants pour les aider à analyser leurs parties lors des ajournements.
En règle générale, et pour des raisons de confidentialité, l'identité des secondants « techniques » (souvent de forts joueurs eux-mêmes) est souvent tue ou cachée avant et pendant les grandes compétitions. Certains champions, ayant trop peur des fuites, ne recourraient jamais (officiellement) à des secondants techniques, tel l'ancien champion du monde Mikhaïl Botvinnik, qui était réputé s'occuper seul du travail d'analyse théorique et d'analyse post-mortem de ses parties.
Quelques secondants célèbres ou connus aux échecs :
- Larry Evans, William Lombardy[5], deux secondants successifs de Bobby Fischer ;
- Efim Geller, un des secondants de Boris Spassky ;
- Jeroen Piket, un des secondants de Jan Timman ;
- Lajos Portisch[6], un des secondants d’Anatoly Karpov ;
- Iossif Dorfman, Zurab Azmaiparashvili, Sergueï Dolmatov, Ievgueni Vladimirov et Iouri Dokoyan, des secondants de Garry Kasparov ;
- Mikhaïl Gourevitch[7], un des secondant de Garry Kasparov puis de Viswanathan Anand ;
- Arthur Youssoupov, un des secondants de Péter Lékó ;
- Loek van Wely, Joël Lautier[2], Evgeny Bareïev[2], Miguel Illescas[2], quelques secondants de Vladimir Kramnik ;
- Erwin l'Ami, Ivan Chéparinov, deux des secondants de Veselin Topalov ;
- Peter Heine Nielsen[8], Laurent Fressinet[9], des secondants de Magnus Carlsen[b] ;
- Étienne Bacrot, secondant de Maxime Vachier-Lagrave lors du Grand Prix FIDE 2019, qualificatif pour le Tournoi des candidats 2020[10] ;
- Vincent Keymer, Jan-Krzysztof Duda, Grzegorz Gajewski, Radosław Wojtaszek et Pentala Harikrishna ont secondé Dommaraju Gukesh lors du championnat du monde d'échecs 2024, qu'il a remporté contre Ding Liren[11].